# Calico
Calico LLC (скор. від «California Life Company») — незалежна науково-дослідна компанія біотехнологій, заснована в 2013 році Google Inc. і Артуром Д. Левінсоном з метою боротьби зі старінням і супутніми йому захворюваннями 2013 року в листі засновник Google Ларрі Пейдж назвав Calico компанію, зосереджену на «здоров'ї і довголітті».

## Модулятори комплексної стрес-релаксації
Calico вступив у співпрацю з Пітером Волтером і його лабораторією в Каліфорнійському університеті в Сан-Франциско для розробки своєї технології, що модулює Integrated Stress Response (ISR), ряд біохімічних шляхів, що активуються у відповідь на стрес. Дослідження є перспективним для вирішення проблеми «зниження когнітивних функцій, пов'язаних з віком»